# Mount Revelstoke National Park
Mount Revelstoke National Park  er en 260 km² stor nationalpark i Britisk Columbia i Canada, som blev oprettet i 1914. Parken ligger i  Selkirk Mountains og hvert år besøger omkring 600.000 mennesker  Mount Revelstoke og den nærliggende  Glacier National Park.
Parken indeholder en del af verdens eneste tempererede indlandsregnskov. Parken består af stejle og klippige bjerge, klimaet er varmt og fugtigt. Plante- og dyrelivet er varieret. Blandt planterne finder man blandt andet Kæmpe-Thuja og Østamerikansk Hemlock . Dyrearterne består blandt andet af det truede fjeldrensdyr , grizzlybjørn og sneged . Der findes også en isoleret bestand af banansnegl .
- Nord for lake Balsam
- Eng nær toppen
- Miller Lake set fra  Jade Lakes Trail
- Jade Pass tidligt i september
- Udsigt over  Revelstoke fra toppen
- Der findes også en isoleret bestand af banansnegl i parken